# Хвалевское
Усадьба «Хвалевское» — усадьба старинного русского дворянского рода Качаловых.
Расположена на высоком берегу реки Суды в селе Борисово-Судское, Бабаевский округ, Вологодская область. Исторически эти земли были частью Белозерского уезда Новгородской губернии.
Примечательно, что усадьба расположена в точке пересечения параллели, проходящей через центр Санкт-Петербурга, и меридиана, проходящего через центр Соловецких островов.
Главный дом усадьбы построен в 1854—1856 годах.

## История местности
Согласно данным переписи Судского края Белозерского уезда Новгородской губернии 1678 года, крупным местным помещиком был Василий Михайлович Тяпкин, дипломат, стрелецкий полковник, который владел несколькими деревнями, включая Борисова, Крюкова, Пустошка, Голузино, Тимофеевская и Фалеевская (нынешняя Хвалевская, где расположена усадьба Хвалевское).
На старинных картах местность где расположена усадьба называли Фалевское, Фалеевская, позднее Хвалевская и Хвалевское.

## История усадьбы
История усадьбы по-своему уникальна и в то же время похожа на историю большинства русских дворянских усадеб.
Во второй половине XIX века и в начале XX века являлась главным домом представителей породнившихся древних русских дворянских родов — Качаловых и Долгово-Сабуровых. С усадьбой связаны судьбы двух губернаторов Архангельской губернии — Николая Александровича Качалова и его сына Николая Николаевича Качалова-старшего, известного советского учёного академика Николая Николаевича Качалова-младшего, родной бабушки поэта А. Блока Ариадны Александровны и многих других выдающихся людей России.
Строительство дома велось на территории старой усадьбы. Старый деревянный усадебный дом, предположительно, находился на месте нынешней школы. Впоследствии часть села расположенная вокруг усадьбы стала именоваться Хвалевская (входит в состав села Борисово-Судское), так же стала называться и разместившаяся в усадьбе школа.
В первые годы после революции 1917 года в здании располагались местные органы советской власти. В 1919 году в усадьбе открылась первая в районе средняя школа — Борисовская средняя школа (старое название — Хвалевская школа). Во время Великой Отечественной войны в 1941-42 годах в усадьбе размещался прифронтовой военный госпиталь. В 1970 году напротив усадьбы установили обелиск в память погибшим в Великой Отечественной войне (отреставрирован в 2020 году к 75-летию победы). После войны в усадьбе продолжила работать средняя школа и интернат. После переезда школы в новое здание в 1977 году, здание использовалось меньше. В 1990-е годы в связи с сокращением количества учеников здание усадьбы постепенно перестает эксплуатироваться, и после окончательного закрытия в 2000-х годах усадьба начинает быстро ветшать и разрушаться. В 2009 году усадебный дом в аварийном состоянии снова вернулся в лоно семьи Качаловых.

## Владельцы: Качаловы и Долгово-Сабуровы

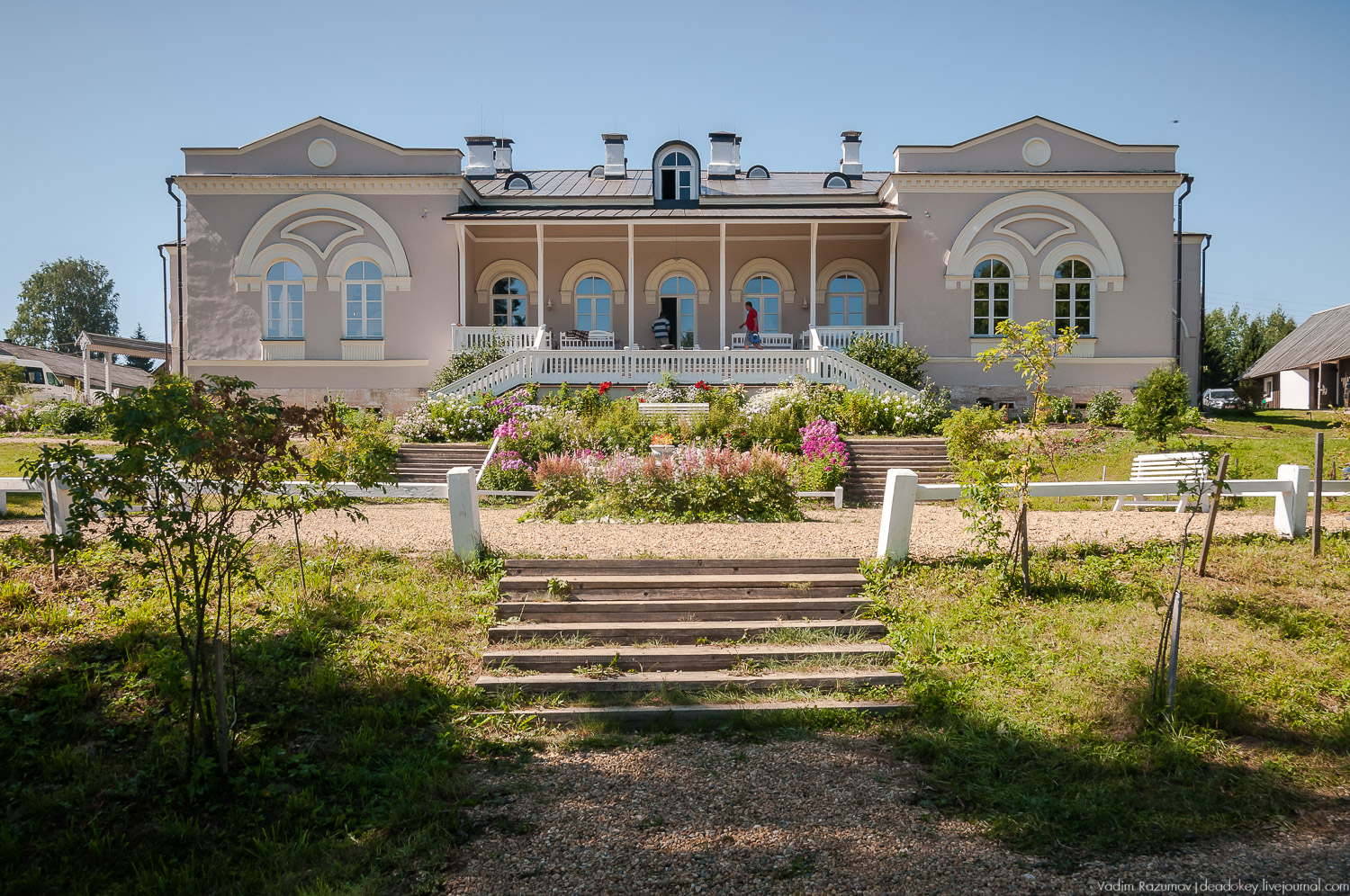
Сад в усадьбе Хвалевское

Усадьбу «Хвалевское» непосредственно планировал и строил Качалов Николай Александрович (1818—1891), тайный советник, губернатор Архангельска в 1869—1870 годах, глава таможни Российской империи (директор департамента таможенных сборов), близкий соратник царя Александра III. В 1855—1863 годах Н. А. Качалов был предводителем дворянства Белозерского уезда, и имение «Хвалевское» являлось важным центром общественной жизни того времени. 29 мая 1855 года Николай Качалов пригласил в усадьбу всю дружину Белозерского ополчения (около 1400 человек), накормив ополченцев обедом под открыты небом и предложив офицерам роскошное угощение в усадебном доме. За заслуги будучи предводителем дворянства Н. А. Качалов был удостоен первого звания Почетного гражданина Белозерска.
Н. А. Качалов был женат на Александре Павловне Долговой-Сабуровой, дочери Павла Яковлевича, отставного полковника и местного помещика и, также как и его зять, предводителя дворянства Белозерского уезда, передавшего деревни и земли усадьбы Хвалевское в качестве приданого.
Согласно преданию, Сабуровы, как и Годуновы, происходят от татарского мурзы по имени Чет, который крестился в 1330 году и, приняв имя Захария, был основателем знаменитого Свято-Ипатьевского монастыря в Костроме, «колыбели» династии Романовых. В других источниках упоминаются бояре Сабуровы, которые при Иване Грозном были Вологодскими воеводами.

## Потомки Качаловых и Долгово-Сабуровых
У Николая Александровича и Александры Павловны было 15 детей, однако трое скончались в детском возрасте и захоронены рядом с Покровским храмом. В дальнейшем, многие потомки Качаловых по мужской линии погибли в Гражданскую войну, в годы репрессий и не пережили блокаду Ленинграда во время Великой Отечественной войны:
- сын Владимир (1864—1941) — камергер Высочайшего Двора; строитель Главных Массандровских винных подвалов и Ливадийского дворца, управляющий царскими имениями в Крыму (включая дворцом Массандра и Ливадийским дворцом). Умер во время блокады Ленинграда;
- сын Павел (1851—1897) — старший офицер императорской яхты «Царевна»;
- сын Николай (1852—1909) — Директор электротехнического института, Архангельский губернатор (1905—1907);
  - внук Николай (1883—1961) — член-корреспондент АН СССР, профессор, лауреат Государственной премии, был одним из создателей отечественного оптического стекла, его именем названа улица в Петербурге (улица Профессора Качалова);
  - внук Лев (1888—1975) — коллежский асессор Министерства внутренних дел, после революции жил в Швейцарии, а затем в Риге где работал главным бухгалтером на Рижской фарфоровой фабрике (бывшей фарфоровой фабрике Кузнецова). Его детство прошло на усадьбе Хвалевское, а семья его внучки Веры Войцеховской-Качаловой выкупила у государства и восстановила усадьбу Хвалевское;
- дочь Александра (1856—1927)[2]; замужем за Петром Львовичем Блоком (1854—1916), родным дядей знаменитого поэта Александра Блока.

На кладбище, рядом с недавно восстановленной Церковью Покрова, захоронены трое из пятнадцати детей Николая Александровича и Александры Павловны (отроковица Надежда, младенцы Евгения и Александр), а также родители Александры Павловны (Долгово-Сабуровы). Сами супруги похоронены на Смоленском кладбище в Петербурге. Их потомки проживают в Петербурге, Москве, Риге, Лондоне, Париже и в США. О других потомках можно прочитать в статье Качаловы.

## Усадебный парк и общая территория усадьбы

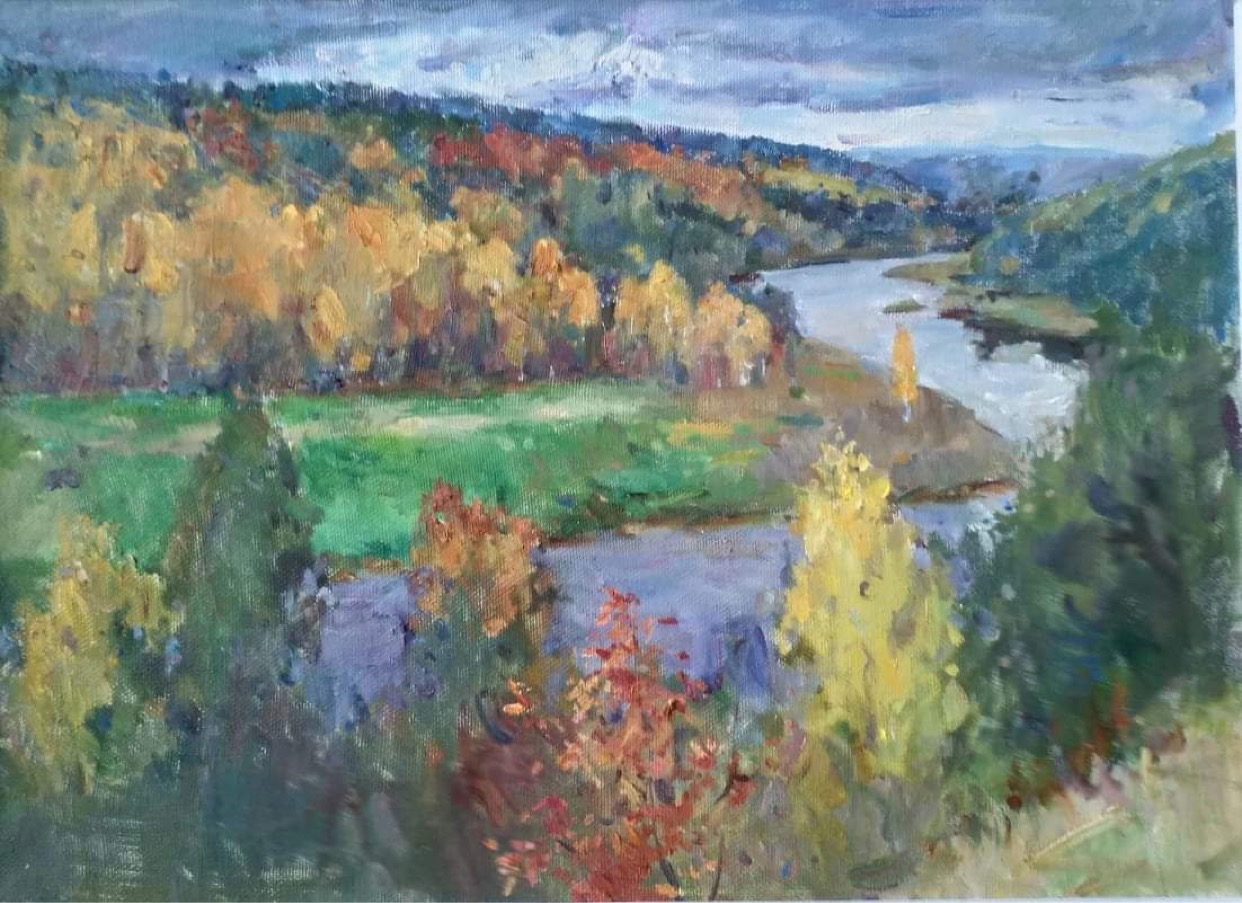
Панорама реки Суда около усадьбы Хвалевское

Общая территория усадьбы Хвалевское составляла несколько десятков гектаров, одна граница образовывалась берегом Суды до впадения в неё Чужбойки, вторая граница вверх по течению Нижней Чужбойки до храма Покрова, две другие границы были примерно параллельно этим. На Чужбойке где сейчас мост была плотина и водяная мельница.
К северу от главного дома была оранжерея и большой фруктовый сад (ныне школьный сад и огород); к востоку партер, формальный сад и спуск к Суде; к западу курдонёр и парк с подъездом к дому (ныне парк Победы); к югу большой лесопарк. Лесопарк частично был застроен в советское время (несколько улиц с небольшими частными домами и стадион), но в большей части парк сохранился и является особо охраняемой природной территорией. В 2015 году Борисово-Судский парк вместе с исторической территорией усадьбы Хвалевское был внесен в перечень объектов культурного наследия России. В 2016 году, на 390-летний юбилей села, на входе в парк были установлены новые ворота с краткой информацией о парке и его границах. В 2020 году, при поддержке благотворительного фонда «Усадьба Хвалевское», была проведена генеральная уборка в парке. В формальном саде сохранилось несколько деревьев посаженных прежними владельцами в середине XIX века, включая старинный дуб, две липовые «корзины» и ель.
Любопытно что дорога от моста к усадьбе проходит точно по меридиану 36 градусов восточной долготы. Раньше ещё одна дорога в усадьбу проходила через парк. Теперь эта дорога стала основным входом для посетителей парка. Возможно что в усадебном парке и раньше проходили летние концерты и теперь, продолжая традицию, там регулярно отмечается день села и другие праздники.
Старинный парк, расположенный на высоком берегу Суды (более 30 метров над уровнем реки), формировался в течение второй половины XIX века. В основе парка — хвойный лес естественного происхождения. В парке растут породы, редко встречающиеся на Русском Севере в естественном виде. В своё время владельцы усадьбы Качаловы подсаживали в лесопарк ценные породы деревьев (лиственница, дуб, липы и др.). Возраст дуба около усадьбы более 170 лет, высота — более 25 метров (недавно дерево было внесено в реестр деревьев-памятников РФ). Корзина лип, ель и ряд других деревьев были высажена ещё до революции и их возраст 150—160 лет, согласно проведённой экспертизе. Несколько лет назад погиб Берлинский тополь, возможно привезенный Н. Н. Качаловым, служившим военным аташе в Германии до революции. В 2024 году в общественной части парка были оборудованы дорожки и скамейки по программе Губернатора «Парки в лесу».
Территория вокруг усадьбы, включая берег Суды и недавно восстановленный школьный фруктовый сад, представляет собой уникальный и чудом сохранившийся ансамбль усадьбы Русского Севера. С широкой площадки со стороны реки открывается красивый вид на реку и можно спуститься к роднику и к Суде. Сохранилось несколько дореволюционных фотографий внешнего вида усадьбы и, в меньшей степени, интерьеров. В процессе реставрации усадьбы по старинным фотографиям был воссоздан партер с кругом, ступенями и скамьями, точными копиями дореволюционных.

## Записки Качалова
В июле 2013 года вышла книга воспоминаний Н. А. Качалова «Записки тайного советника», выдержки из которых опубликованы в номере 95 журнала «Наше Наследие» (октябрь 2010). Уникальный исторический документ «Записки Качалова», обнаруженный в архивах Российской Академии наук в 2007 году, опубликован в издательстве «Новый Хронограф». Более чем 900-страничный том содержит воспоминания о строительстве усадебного дома Хвалевское, много иллюстраций и ряд интересных приложений и статей. В 2016 году было выпущено 2-е издание и в 2018 году, к 200-летию со дня рождения автора записок, 3-е издание, исправленное и дополненное.

## Восстановление усадьбы
В июне 2006 года на празднование 380-летия Борисово-Судского (что совпало со 150-летием усадьбы) жителями села были приглашены потомки Качаловых — семьи Тутолминых и Головкиных из Петербурга. В ходе этого визита впервые была обсуждена идея восстановления исторической усадьбы. Год спустя, 12 июня 2007 года усадьбу посетили представители трёх семей потомков: семей Войцеховских-Качаловых, рижской ветви Качаловых и Тутолминых. После этого визита, совпавшего с обнаружением мемуаров строителя усадьбы, семья приняла решение приобрести и вновь восстановить родовой дом.

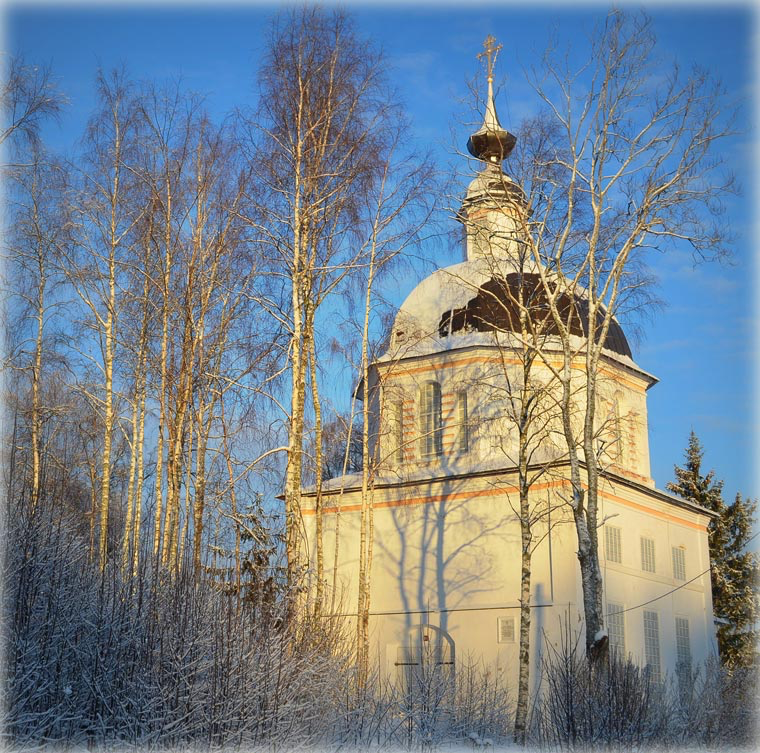
Церковь Покрова на Нижней Чужбойке

В августе 2009 года состоялся аукцион, на котором усадьба и прилегающая к ней территория были приобретены семьей прямых потомков строителя усадьбы Н. А. Качалова. В том же году на усадьбе Хвалёвское и близлежащей церкви Покрова на Нижней Чужбойке были начаты восстановительные работы на средства семьи праправнучки строителя усадьбы Веры Войцеховской-Качаловой при поддержке и участии местных жителей. Храм был заново освящён на Престольный праздник Покрова в октябре 2010 года. Летом 2015 года состоялось освящение деревянной звонницы построенной на месте разрушенной колокольни, а летом 2018 года была вновь освящена восстановленная Тихвинская часовня в центре села.
Усадьба является уникальным памятником русской северной усадьбы. В усадьбе сохранилась историческая анфиладная планировка, сохранены и отреставрированы уцелевшие старинные двери, часть полов второго этажа и подоконники, потолочная лепнина, сохранена историческая форма оконных рам, отреставрированы и воссозданы большинство исторических изразцовых печей. Были также вновь обретены и отреставрированы отдельные предметы обстановки, возвращенные в усадьбу местными жителями. В процессе реставрационных работ была произведена замена кровли, снесены более поздние перегородки и пристройки, заделаны трещины в стенах, укреплён фундамент, отреставрирован уникальный сводчатый подвал, проведено отопление и все коммуникации, устроены новые внутренние и наружные лестницы, заменены полы первого этажа и небольшая часть перекрытий, отреставрированы залы анфилады и др. Также по старинным фотографиям восстановлен сад с партером.
В начале 2013 года на канале «Россия 1» вышел репортаж о возрождении усадьбы, а в мае 2013 года на Канале «Культура» — документальный фильм о Борисово-Судском.
Освящение дома и неформальное открытие усадьбы состоялось 7 июля 2013 года, по окончании основных строительно-реставрационных работ. Видео репортаж и статью об освящении главного дома усадьбы можно увидеть на канале BBC Russia. Формальное открытие усадьбы состоялось в июне 2014 года, на 160-летний юбилей закладки первого камня. Праздник открытия посетил Губернатор Вологодской области и выступил с приветственной речью.

## Хвалевское — культурный и общественный центр региона

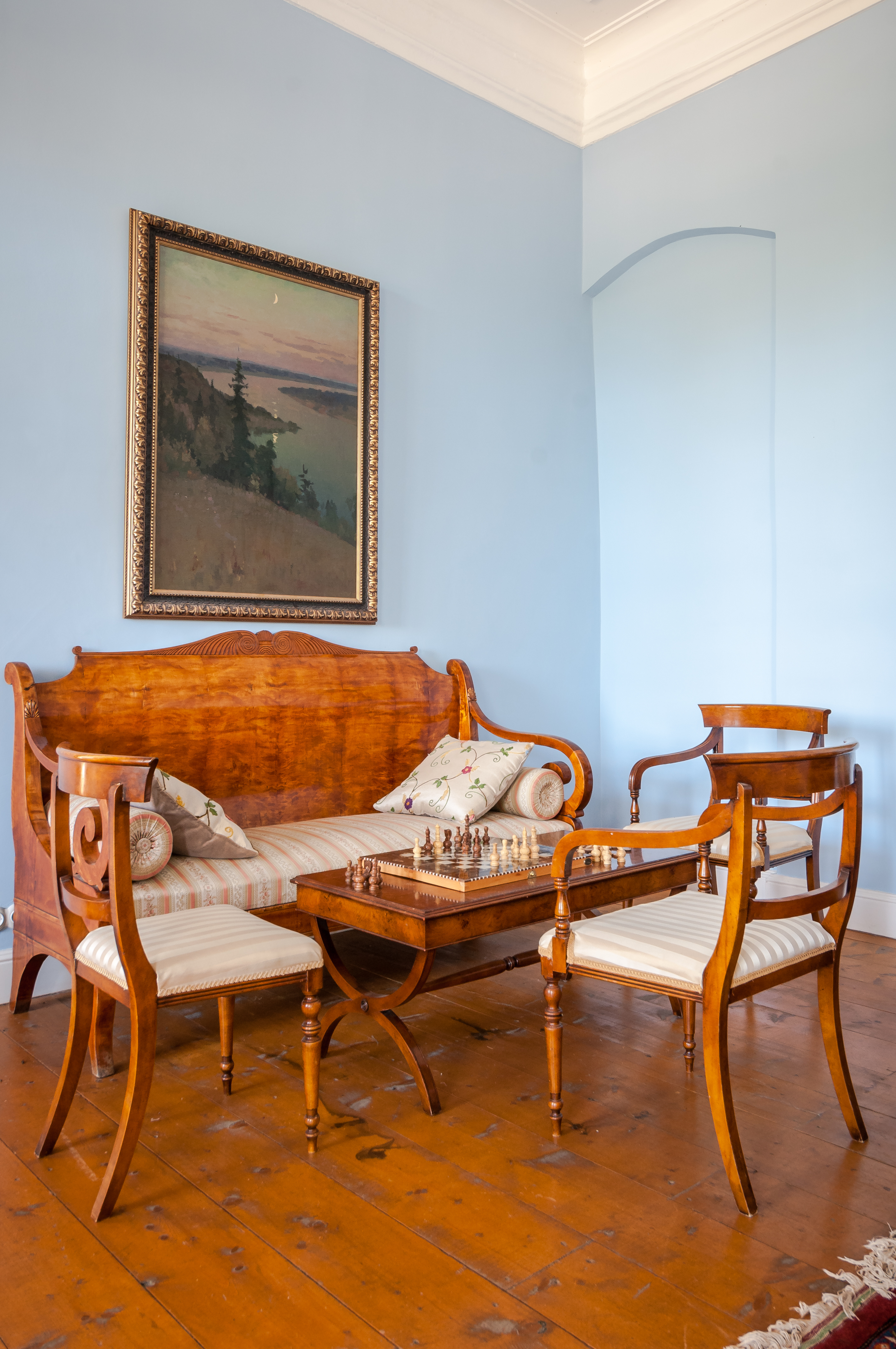
Интерьер усадьбы

По окончании восстановительных работ усадьба вновь стала жилым домом семьи Качаловых и родовым гнездом, где несколько раз в году собираются вместе многочисленные потомки строителя усадьбы и их друзья. Усадьба постепенно начинает играть роль культурного и исторического центра региона. Парадный зал несколько раз в году используется для проведения благотворительных камерных концертов, награждений и встреч. Комнаты анфилады, музейная комната и домашняя часовня доступны для посетителей в дни открытых дверей. С 2013 года по 2019 год часть помещений первого этажа использовалась для занятий детской школы искусств. Со временем здесь планируется начать занятия Воскресной школы. В другом помещении с 2014 года действует музейная комната с экспозицией рассказывающей о семье Качаловых. В доме также сохранился уникальный сводчатый подвал. На втором этаже усадьбы расположены хозяйские и гостевые спальни, а также постепенно формирующаяся экспозиция музея крестьянского быта, который временно разместился в нижнем чердачном помещении.
В 2015 году Департамент культуры и охраны объектов культурного наследия Вологодской области на основе проведенной историко-культурной экспертизы подтвердил отнесение главного здания усадьбы и бывшего усадебного парка к выявленным объектам культурного наследия Российской Федерации. Все выявленные объекты подлежат государственной охране. В июле 2015 года состоялось торжественное открытие мемориальной таблички с участием главы Бабаевского района.
Владельцы усадьбы были отмечены Национальной премией «Культурное наследие» (апрель 2014), а также Благодарностью Министра Культуры РФ (2015) и Грамотой Губернатора Вологодской области (2014).
Весной 2015 года благотворительным фондом «Усадьба Хвалевское» был объявлен конкурс, целью которого была разработка концепции развития территории вокруг усадьбы и центра села Борисово-Судское. Летом 2015 года был проведен всероссийский конкурс среди молодых архитекторов и финалисты приглашены на несколько недель в усадьбу для изучения села и общения с местными жителями. В результате данной работы был разработан генеральный план развития села. В данной работе активное участие приняли руководство района и сельского поселения, а также жители села. Окончательный план был представлен Губернатору осенью 2015 года. Среди реализованных шагов (в хронологическом порядке) проведена очистка берегов Нижней Чужбойки (в 2016—2017 годах); восстановлен пешеходный мостик через Чужбойку; восстановлена Тихвинская часовня и благоустроена территория вокруг клуба; отремонтирован фасад и вестибюль клуба; устроена остановка у школы и входная группа в школу, в сквер Памяти и в усадьбу; отремонтирован вход в библиотеку; оборудовано место для купания и др. Среди дальнейших шагов предполагается обустроить несколько деревянных построек рядом с усадьбой под гостевые дома для размещения там артистов, а также гостей фестивалей и концертов.
Усадьбу возможно посетить в дни открытых дверей и на экскурсии по предварительным заявкам.

## Духовно-просветительская и общественная роль усадьбы
Кроме концертов, спектаклей и народных праздников отмечаемых на усадьбе, усадьбу регулярно посещают выдающиеся деятели культуры и общественные деятели, проводятся важные работы по возрождению села и сохранению его наследия, включая:
- посещение усадьбы губернатором Вологодской области Олегом Кувшинниковым (июнь 2014)
- посещения усадьбы Епископом Череповецким и Белозерским (январь 2015, август 2016, ноябрь 2020, январь 2021)
- посещения усадьбы настоятелями Спасо-Прилуцкого и Кирилло-Белозерского монастырей (лето 2013 и 2014 годов)
- освящение источника Святителя Николая Чудотворца (июнь 2014)
- освящение звонницы у храма Покрова на Нижней Чужбойке (июнь 2015)
- освящение восстановленной Тихвинской часовни в центре села (июль 2018)
- восстановление утраченного иконостаса Покровского храма к 200-летнему юбилею (2024-2025 года)
- концерт классической музыки в рамках фестиваля «Музыкальная Экспедиция» и проекта «Поколение Звезд» (июль 2017, август 2018, июнь 2019, лето 2022, сентябрь 2024)[8]
- благотворительный концерт в рамках Вологодского музыкального фестиваля «Кружева»: Борис Андрианов (виолончель), Никита Борисоглебский (скрипка), Андрей Диев (фортепиано), сентябрь 2014
- проведение архитектурного конкурса «Мастерская усадьба Хвалевское» — Разработка концепции развития общественных зон села (июль 2015)
- проведение фольклорного фестиваля «Народный Травник» (лето 2015—2019 и 2022—2024 годов)
- включение усадьбы и прилегающего старинного парка в реестр памятников истории и культуры. Открытие мемориальной доски (5 июля 2015 года)
- включение 170-летнего дуба посаженного строителями усадьбы в реестр памятников природы федерального значения (июль 2019)
- чистка парка от сухостоя и поваленных деревьев (лето 2015 года; работы организованы Департаментом лесного комплекса и Бабаевским лесничеством)
- чистка парка, вывоз мусора, ремонт беседок и др (весна-лето 2020)
- посадка нового школьного фруктового сада на месте бывшего усадебного сада (май 2016)
- открытие колоннады и школьной остановки (июль 2019), установка знака «36-й меридиан» (лето 2020)
- благотворительные концерты — семья артистов Захаровых (июнь 2014 и июнь 2015)
- благотворительный концерт — ансамбль старинной музыки «Новая Голландия» (июнь 2016)
- проведение международного симпозиума посвященного проблемам Русского Севера (апрель 2015 и май 2016)[9]
- посещение усадьбы бывшим губернатором Вологодской области, депутатом Государственной Думы Вячеславом Позгалевым и главой Бабаевского района (август 2013)[10]
- посещение усадьбы и встреча учеников художественной школы с выдающимся русским художником, академиком Иваном Глазуновым (январь 2014)[11]
- посещение усадьбы и встреча учеников Борисовской средней школы с Николаем Случевским, праправнуком русского реформатора П. А. Столыпина
- выступление ансамблей Русской народной песни из Петербурга (2007 год, Покров 2012 года, лето 2014 и 2015 годов)
- освящение иордани в источнике Николая Чудотворца на берегу Суды на Праздник Крещения (2014—2022 годы)
- спортивный праздник, вручение наград и поднятие флага Российской Федерации в день открытия олимпийских игр[12][13]
- дни открытых дверей (ежегодно несколько раз в год начиная с 2013 года), благотворительные домашние спектакли и концерты в Дни открытых дверей (28 июня 2014, 27-28 июня 2015, июнь 2016, июнь 2017 годов, несколько концертов в 2018 и 2019 годах)
- публикация серии книг по краеведению, включая об истории Борисово-Судского Юрия Епифанова (лето 2017, ноябрь 2020), книги воспоминаний учеников первой школы (лето 2018), альбома рисунков учеников художественной школы (май 2019), очерков об истории Судского края Николая Малинина (июнь 2019), автобиография Юрия Епифанова (октябрь 2020).
- поэтический костёр на берегу Суды (июль 2017, 2018, 2019 и 2022 годов)
- оборудование места для купания для жителей села на берегу Суды (лето 2020)
- сооружение смотровой площадки на высоком берегу Суды у бывшей Троицкой церкви (лето 2020)
- восстановление разрушенной плотины около скита на берегу Суды (лето 2020)
- торжественный приём в усадьбе в связи с празднованием 100-летия Борисовской средней школы (октябрь 2019)
- установка памятных информационных щитов на местах дислокации бывших военных аэродромов и военного госпиталя в годы войны (9 мая 2020 года)[14]
- софинансирование реставрации Голубого обелиска — памятника погибшим в Великой Отечественной войне расположенного в сквере Памяти перед усадьбой[15]
- установка мемориальной таблички на бывшем здании Борисово-Судского райвоенкомата в годы войны (май 2020)[16]
- установка вывесок на Борисовский дом культуры и Борисовский краеведческий музей (лето 2020)
- ремонт входа и установка вывески Борисовской библиотеки (август 2020)
- презентации книг изданных при поддержке благотворительного фонда, награждения, прием гостей района, торжества, встречи и многое другое.